# Церква святителя Миколая Чудотворця (Олексинці)
Церква святителя Миколая Чудотворця в Олексинцях — парафія і храм Борщівського благочиння Тернопільської єпархії Православної церкви України в селі Олексинці Чортківського району Тернопільської области.

## Історія церкви
У 1890 році розпочалося будівництво храму святителя Миколая Чудотворця. Його звели за кошти Станіслава Громніцького та громади села, за сприяння священника Петра Гіла. Будівництво тривало 10 років.
Церква, розташована в центрі села, має форму хреста. У 1990 році жителі села разом з настоятелем Михайлом Гоюком та іншими священниками урочисто відсвяткували 100-річчя храму.
За радянських часів, коли церкву переслідували, уродженка Олексинців, яка проживала в Канаді, встановила на дзвіниці годинник, що працює й дотепер. У 1993 році за пожертви парафіян храм був заново розписаний художниками В. П. Ремендою, В. Д. Маланчином та П. В. Валігродським.
У храмі зберігаються старовинні ікони, що є пам'ятками архітектури:
- Ікона святої великомучениці Варвари.
- Ікона Святої Трійці.
- Ікона святителя Миколая Чудотворця, подарована священником Іваном Грицюком (який служить у Володимирському кафедральному патріаршому соборі) на 120-річчя храму.

## Парохи
- о. Петро Гіл,
- о. Михайло Гоюк (з 1990).